# Эйленбург, Альберт
Альбе́рт Эйленбу́рг (нем. Albert Eulenburg; 10 августа 1840, Берлин — 3 июля 1917, Берлин) — немецкий врач, психиатр и фармаколог.

## Биография
Альберт Эйленбург происходил из еврейской семьи. Его отец Михаэль Мориц Эйленбург был врачом, а младший брат Эрнст позднее прославился как музыкальный издатель. После смерти деда семья перешла в 1847 году в протестантизм.
Альберт Эйленбург написал руководство по нервным болезням (1871) и несколько монографий по патологии симпатического нерва, о гидроэлектрических ваннах и др. (на немецком языке). С 1880 года под его редакцией выпускалось крупное издание по медицине — Real-Encyclopädie der gesammten Heilkunde, с ежегодными дополнительными томами. Оно легло в основу русского издания «Реальная энциклопедия медицинских наук» М. И. Афанасьева, треть которого заняли оригинальные статьи русских авторов, в создании которой принимал участие, в частности, Густав Беренд. Сотрудничал с Ю. Швальбе.
С 1882 года профессор нервных болезней в Берлинском университете. Перед тем несколько лет состоял профессором фармакологии в Грейфсвальдском университете. Совместно со знаменитым сексологом Иоганном Блохом издавал журнал «Сексология и евгеника».